# Мамедов, Физули Нуреддин оглы
Физули Нуреддин оглы Мамедов (азерб. Məmmədov Fizuli Nurəddin oğlu; 9 сентября 1977, Масис, Армянская ССР) — азербайджанский футболист, ныне тренер категории «А» УЕФА. Защищал цвета национальной сборной Азербайджана.

## Биография
Физули Мамедов родился 8 сентября 1977 года в Масисском районе. В 1984 году, будучи учеником 2-го класса, вместе с семьёй переехал в Баку. Продолжил начальное образование в бакинской средней школе № 96. Футболом начал заниматься в футбольной школе Казбека Туаева, где его первым тренером был Валерий Никифоров.
Первые шаги в профессиональном футболе сделал в январе 1993 года, в возрасте 15 лет в команде «Азернефтьяг» (Баку), выступавшей в Высшей лиге чемпионата Азербайджана. И сразу же был призван в юношескую сборную Азербайджана до 16 лет. В 1996 году начал выступать в сильнейшей команде Азербайджана — «Нефтчи» (Баку).
Окончил факультет спортивных игр Азербайджанской государственной академии физической культуры и спорта.

### Сборная Азербайджана
Дебютировал в составе национальной сборной Азербайджана в товарищеском матче против команды Грузии 9 мая 2001 года.
| Сезон | Сборная     | Игр | Голов |
| ----- | ----------- | --- | ----- |
| 1998  | Азербайджан | 1   | 0     |
| 2001  | Азербайджан | 1   | 0     |
| 2002  | Азербайджан | 2   | 0     |
| 2003  | Азербайджан | 5   | 0     |

### Тренерская карьера
Тренерскую карьеру начал в клубе «Ряван» в 2013 году. Тренировал юношеский состав до 11 лет. Через шесть месяцев был назначен тренером молодёжного состава до 19 лет, а затем помощником главного тренера в основном составе бакинского клуба. В 2014 году молодёжный состав становится победителем первенства республики среди U-19 и участвует в Лиге чемпионов.
В 2015 году переходит в команду «Зиря». Под руководством Мамедова U-19 становится серебряным призёром чемпионата Азербайджана. В 2016 году тренирует юношеский состав (до 17 лет) ФК «Интер» Баку, а в 2017-м «Сабаил» Баку (до 17 лет), в составе которого также стал серебряным призёром чемпионата страны.
В 2018 году Физули Мамедов назначается помощником главного тренера ФК «Нефтчи» Баку. В том же году, вместе со своим братом Хагани Мамедовым, получает звание тренера УЕФА категории «А».
В январе 2020 года, после увольнения со своего поста итальянского специалиста Роберта Бордина, стал главным тренером бакинцев. В ноябре 2020 года Мамедов подал в отставку с поста главного тренера.  В марте 2021 года стал тренером клуба «Гарадаг-Локбатан», который играет в первом дивизионе Азербайджана. 2 декабря 2021 года был назначен главным тренером юношеских сборных Азербайджана в возрастной категории U-15 и U-16. 7 марта 2023 года получил назначение на пост главного тренера юношеской сборной Азербайджана в возрастной категории U-17.
Категории
- 26.12.2012 — получил категорию «С» УЕФА
- 04.11.2013 — получил категорию «В» УЕФА
- 14.12.2017 — получил категорию «А» УЕФА

## Достижения
«Нефтчи» Баку
- Чемпион Азербайджана: 1995/96
- Бронзовый призёр чемпионата Азербайджана (2): 1993, 1994/95
- Обладатель Кубка Азербайджана (2): 1994/95, 1995/96

«Шафа»
- Обладатель Кубка Азербайджана: 2000/01

«Хазар-Ленкорань»
- Чемпион Азербайджана: 2006/07
- Серебряный призёр чемпионата Азербайджана: 2004/05
- Обладатель Кубка Азербайджана: 2006/07, 2007/08
- Обладатель Кубка Чемпионов Содружества: 2008

«Симург»
- Бронзовый призёр чемпионата Азербайджана: 2008/09

## Личная жизнь
Мать Джейран ханум, отец Нуреддин муаллим, братья — Хагани и Низами. Старший брат Хагани Мамедов также бывший профессиональный футболист, защищавший цвета национальной сборной Азербайджана. Ныне главный тренер в команде «Габала» (до 16 лет).
Физули Мамедов женат, отец троих детей — два сына и дочка.